# Горо (Ферара)
Горо (итал. Goro) је насеље у Италији у округу Ферара, региону Емилија-Ромања.
Према процени из 2011. у насељу је живело 3101 становника. Насеље се налази на надморској висини од -2 м.

## Становништво
| 1931. | 1936. | 1951. | 1961. | 1971. | 1981. | 1991. | 2001. | 2011. |
| ----- | ----- | ----- | ----- | ----- | ----- | ----- | ----- | ----- |
| 3.050 | 3.339 | 4.041 | 3.965 | 4.073 | 4.402 | 4.410 | 4.092 | 3.895 |